# Oorlogen van de Delische Bond
De oorlogen van de Delische Bond (477-449 v.Chr.) waren een serie veldtochten die gevochten werden tussen de Delische Bond van Athene en diens bondgenoten (en later onderdanen), en het Achaemenidische Rijk. Deze conflicten vertegenwoordigen de voortzetting van de Perzische Oorlogen, na de Ionische Opstand en de eerste en tweede Perzische invasie van Griekenland.
Het Griekse bondgenootschap, met Sparta en Athene als leiders, dat de tweede Perzische invasie had afgeweerd volgde dit succes in het begin op door de verovering van de Perzische versterkte steden Sestos en Byzantion, beide in Thracië, respectievelijk in 479 en 478 voor Christus. Na de verovering van Byzantion kozen de Spartanen ervoor om niet verder mee te doen in de oorlog. Er werd een nieuwe alliantie, algemeen bekend als de Delische Bond, gevormd, met Athene als de dominante macht. Gedurende de volgende 30 jaar zou Athene geleidelijk de hegemonie over deze bond nemen, die geleidelijk evolueerde tot het Atheense Rijk.
Tot 470 v.Chr. hield de Delische Bond veldtochten in Thracië en de Egeïsche Zee om de overgebleven Perzische garnizoenen in deze regio's te verslaan. Allereerst was dit onder leiding van de Atheense politicus Kimon. In het vroege deel van het volgende decennium begon Kimon veldtochten te houden in Klein-Azië, omdat hij probeerde om de Griekse positie daar te versterken. In de Slag bij de Eurymedon in Pamphylië behaalden de Atheners en een geallieerde vloot een verbluffende dubbele overwinning, waarin ze een Perzische sloot vernietigden en het Achaemenidisch-Perzische leger op de vlucht joegen. Na deze slag begonnen de Perzen een passieve rol in te nemen in het conflict, omdat ze waar mogelijk geen gevechten wilden aangaan.
Naar het einde van 460 v.Chr. namen de Atheners de ambitieuze beslissing om een opstand in Egyptische satrapie van het Perzische Rijk te steunen. Hoewel het Griekse leger in het begin enkele successen kon boeken, konden ze het Perzische garnizoen in Memphis niet verslaan, ondanks een 3 jaar durend beleg. De Perzen lanceerden toen een tegenaanval en het Griekse leger werd zelf belegerd voor 18 maanden, voordat het volledig vernietigd werd. Deze ramp, samen met oorlogen in Griekenland, zorgde ervoor dat de Atheners het conflict met Perzië niet hernamen. In 451 v.Chr. werd er in Griekenland echter vrede gesloten, en Kimon kon een expeditie leiden naar Cyprus. Maar terwijl hij Kition aan het belegeren was stierf hij, en het Atheense leger besloot om zich terug te trekken, waarbij ze een andere dubbele overwinning behaalden in de Slag bij Salamis-op-Cyprus om naar Griekenland te kunnen vertrekken. Deze veldtocht markeerde het einde van de vijandigheden tussen de Delische bond en Perzië. Sommige historici geloven dat er een vredesverdrag, de Vrede van Callias, werd gesloten om het einde van de Grieks-Perzische Oorlogen te bevestigen.